# Hybrid × Heart Magias Academy Ataraxia
Hybrid × Heart Magias Academy Ataraxia (魔装学園H×H?, Masō gakuen Haiburiddo Hāto) è una serie di light novel scritta da Masamune Kuji e illustrata da Hisasi, edita da Kadokawa Shoten, sotto l'etichetta Kadokawa Sneaker Bunko, da febbraio 2014 a luglio 2018. Un adattamento manga è stato serializzato su Monthly Comp Ace di Kadokawa Shoten dal 26 giugno 2015 al 25 gennaio 2018, mentre un adattamento anime, prodotto da Production IMS, è stato trasmesso in Giappone tra il 5 luglio e il 20 settembre 2016.

## Trama
Quindici anni prima dell'inizio della storia, la terra viene attaccata da esseri robotici provenienti da un'altra dimensione, tramite dei portali chiamati "entrance": nonostante la facilità con cui gli eserciti di tutto il mondo vengono sconfitti, poco dopo i nemici tornano inspiegabilmente nella loro dimensione. A causa di un secondo attacco avvenuto sei mesi prima della vicenda, una minima parte della popolazione si è rifugiata su delle isole artificiali, lasciandone però una grande parte indietro.
Kizuna Hida è uno studente appena iscrittosi all'accademia dell'isola artificiale Ataraxia, specializzata nell'addestramento militare tramite l'uso di equipaggiamenti speciali chiamati "Heart-Hybrid", in grado di generare armamenti quando il proprietario lo desidera. La direttrice dell'accademia è la sorella di Kizuna, Reiri, ed è stata lei stessa ad iscriverlo data l'importanza dell'abilità dell'Heart Hybrid di Kizuna: egli infatti può ricaricare l'energia di qualsiasi altra armatura semplicemente facendo eccitare sessualmente l'individuo con l'armatura scarica. Per questo verrà inserito nella "Amaterasu", la squadra più potente di Ataraxia, composta da tre studentesse molto popolari nell'ambiente accademico-militare: Aine, una misteriosa quanto bizzarra ragazza, molto vanitosa, sarà la prima ad entrare in contatto con Kizuna, Yurishia, considerata dall'accademia l'asso americano, e Hayuru, considerata l'asso del Giappone. Col passare del tempo, le tre studentesse costruiranno un rapporto sempre più intimo con Kizuna, aiutato ovviamente dalla sua abilità.

## Personaggi

### Accademia Ataraxia
L'Accademia di difesa strategica di Ataraxia è un'accademia per coloro che utilizzano gli Heart Hybrid Gear. È anche un sistema megagalleggiante isolato dal Giappone continentale. È stata istituita in risposta all'arrivo e all'assalto di massa della forza d'invasione di Vatlantis.
Kizuna Hida (飛弾 傷無?, Hida Kizuna)
Doppiato da: Dotama Shinjuku (drama-CD), Kenji Akabane (anime)
Il protagonista, è uno studente che viene iscritto all'accademia Ataraxia da sua sorella Reiri, che lo nomina subito capitano della squadra più importante della scuola, l'"Amaterasu", solo per la sua abilità speciale, la quale può ricaricare l'energia di qualsiasi armatura quando l'eccitazione sessuale raggiunge un certo livello, chiamato "Hybrid Heart". Da piccolo, Kizuna venne usato da sua madre, ideatrice degli equipaggiamenti Heart Hybrid, per l'esperimento che le donò la sua abilità, Eros, ma venne lentamente dimenticato da ella a causa della comparsa di Aine. Poco dopo aver conosciuto Aine, eseguirà con successo il suo primo Hybrid Heart con lei, a costo però di venir considerato un pervertito da tutta l'accademia.
Aine Chidorigafuchi (千鳥ヶ淵 愛音?, Chidorigafuchi Aine)
Doppiata da: Ayaka Kimura (drama-CD), Akari Kageyama (anime)
Una studentessa dell'accademia Ataraxia, membro della "Amaterasu", il suo Heart Hybrid si chiama Zeros. È la prima ragazza a venire in contatto con Kizuna, nonché la prima a eseguire con successo con lui un Hybrid Heart. Venne ritrovata sette anni prima della vicenda in un parco, senza alcun ricordo, e data la sua enorme compatibilità con l'equipaggiamento, venne usata esclusivamente come cavia da laboratorio per tutta la sua infanzia dalla madre di Kizuna. Saranno proprio questi esperimenti a darle un carattere introverso e la volontà a diventare sempre più forte. Dopo aver saputo dell'abilità di Kizuna, farà di tutto per ottenere il suo potere, anche a costo di provocarlo, ma col tempo il loro rapporto diverrà più profondo, tanto che mostrerà pure segni di gelosia sapendo che lui dovrà condividere la sua abilità con gli altri membri della squadra.
Yurishia Farandole (ユリシア・ファランドール?, Yurishia Farandōru)
Doppiata da: Hikaru Isshiki (drama-CD), Chinatsu Akasaki (anime)
L'asso americano dell'esercito di Ataraxia, nonché membro della "Amaterasu" il suo Heart Hybrid si chiama Kuros : è tra le studentesse più popolari dell'accademia, tanto da venir venerata da tutti a causa della sua bellezza. Incredibilmente sensuale, si interessa da subito all'abilità particolare di Kizuna, tanto da provocarlo già da subito anche in pubblico. Sembrerebbe essere stata la prima a provare sentimenti per Kizuna, dato il suo altruismo nell'aiuto dei suoi compagni di squadra, tanto da invitarlo ad un appuntamento.
Hayuru Himekawa (姫川 ハユル?, Himekawa Hayuru)
Doppiata da: Ichigo Momoi (drama-CD), Juri Nagatsuma (anime)
L'asso giapponese di Ataraxia, membro della "Amaterasu" il suo Heart Hybrid si chiama Neros: è quella maggiormente disgustata dall'abilità di Kizuna, dichiarandolo un maniaco. Questo atteggiamento creerà problemi all'interno della squadra, dato che l'abilità di Kizuna è essenziale ai fini di essa, tanto che Reiri creerà diverse situazioni calde per attirarli reciprocamente. Sarà durante la battaglia con Aldea che consumeranno il loro primo Hybrid Heart, nel quale Kizuna rimase ammirato dalla volontà di Hayuru di diventare più forte per proteggere i più deboli. Come con le altre, il loro rapporto si farà sempre più intimo, nonostante la vergogna che prova Hayuru ad ammetterlo.
Silvia Silkcut (シルヴィア・シルクカット?, Shiruvia Shirukukatto)
Doppiata da: Junka Koseki (drama-CD), Hina Kino (anime)
Studentessa delle medie, molto carina e servizievole, nata a Londra. Ammira molto Kizuna e tutta la "Amaterasu", il suo scopo principale è "riferire se le cose stanno andando come dovrebbero" ed è sempre disposta ad aiutare. Più tardi verrà inserita nella Amaterasu e qui sorgeranno i suoi sentimenti per Kizuna, di fatto sempre esistiti.
Reiri Hida (飛弾 怜悧?, Hida Reiri)
Doppiata da: Rino Kawashima (drama-CD), Rika Kinugawa (anime)
La sorella maggiore di Kizuna, nonché direttrice e comandante dell'accademia Ataraxia, iscriverà suo fratello all'accademia solo per l'abilità speciale da lui posseduta. Guiderà Kizuna con il suo primo Hybrid Heart con Aine, e il suo scopo è principalmente quello di assegnare missioni e dirigere l'accademia, sarà quasi sempre affiancata dalla direttrice dei laboratori Kei Shikina.
Scarlet Fairchild (スカーレット・フェアチャイルド?, Sukāretto Feachairudo)
Doppiata da: Shizuka Ishigami
Capitano dell'unità Heart Hybrid americana di Ataraxia, il suo Heart Hybrid si chiama Ares: la sua squadra viene chiamata "Masters" ed è l'ex gruppo a cui apparteneva Yurishia prima di andare ad Ataraxia. Scarlet proverà rancore nei confronti di Yurishia a causa di un suo tradimento, che si rivelerà successivamente un atto di amicizia per la sua squadra, che la porterà tuttavia a venir considerata l'asso americano. Kizuna le aiuterà a riavvicinarsi durante un Hybrid Heart simultaneo, facendo spiegare a Yurishia il malinteso, cosicché da quel momento anche Scarlet inizierà a provare qualcosa per lui.

### Impero di Vatlantis
Vatlantis è un altro mondo, che esiste in un'altra realtà. Si muovono tra la dimensione terrestre e la loro, attraverso uno strappo nel tessuto della realtà. A differenza della Terra, qui si sono sviluppati sia con la magia che con la scienza, il che rende la loro tecnologia molto più avanzata ed è la ragione principale della sconfitta subita dall'umanità.
Grace Sinclavia (グレイス・シンクラヴィア?, Gureisu Shinkuravuia)
Doppiata da: Manami Tanaka
Sorella minore di Aine e attuale imperatrice dell'Impero di Vatlantis.
Grabel (グラベル?, Guraberu)
Doppiata da: Rumi Ōkubo
Soldato dell'Impero di Vatlantis, ha la pelle abbronzata, i capelli corti e biondi ed è estremamente potente. Proviene da un altro Paese conquistato da Vatlantis ed è stata la prima a scoprire gli "Zero" insieme ad Aine. Lei e Aldia provano un forte affetto reciproco. Si innamora anche di Kizuna e diventa la prima ragazza a rimanere incinta di suo figlio, dando alla fine alla luce la loro figlia Kizuna. Il suo HHG è dotato di un armamento di corruzione, la Spada Gattling, che può utilizzare a Vatlantis senza Hybrid Heart.
Aldia (アルディア?, Arudia)
Doppiata da: Natsumi Yamada
Soldato di Vatlantis e compagna di Grabel.
Ragrus (ラグルス?, Ragurusu)
Soldato d'élite, membro della guardia reale dell'Impero di Vatlantis.
Zelshione (ゼルシオーネ?, Zerushiōne)
Doppiata da: Yū Asakawa
Capitano della guardia reale dell'Impero di Vatlantis. Si innamora anche lei di Kizuna e dà alla luce un figlio con lo stesso nome.

## Media

### Light novel
La serie di light novel è stata scritta da Masamune Kuji con le illustrazioni di Hisasi e pubblicata in quattordici volumi da Kadokawa Shoten, sotto l'etichetta Kadokawa Sneaker Bunko, tra il 1º febbraio 2014 e il 1º settembre 2019.
| Nº | Data di prima pubblicazione                | Data di prima pubblicazione                                                     | Data di prima pubblicazione |
| Nº | Giapponese                                 | Giapponese                                                                      |                             |
| -- | ------------------------------------------ | ------------------------------------------------------------------------------- | --------------------------- |
| 1  | 1º febbraio 2014                           | ISBN 978-4-04-101200-0                                                          |                             |
| 2  | 1º giugno 2014                             | ISBN 978-4-04-101526-1                                                          |                             |
| 3  | 1º ottobre 2014                            | ISBN 978-4-04-102011-1                                                          |                             |
| 4  | 1º febbraio 2015                           | ISBN 978-4-04-102442-3                                                          |                             |
| 5  | 1º giugno 2015                             | ISBN 978-4-04-102897-1                                                          |                             |
| 6  | 1º ottobre 2015                            | ISBN 978-4-04-102898-8                                                          |                             |
| 7  | 1º febbraio 2016 (ed. regolare & speciale) | ISBN 978-4-04-103752-2 (ed. regolare) ISBN 978-4-04-103290-9 (ed. con drama-CD) |                             |
| 8  | 1º luglio 2016                             | ISBN 978-4-04-103753-9                                                          |                             |
| 9  | 1º settembre 2016                          | ISBN 978-4-04-104711-8                                                          |                             |
| 10 | 1º febbraio 2017                           | ISBN 978-4-04-104712-5                                                          |                             |
| 11 | 1º giugno 2017                             | ISBN 978-4-04-104713-2                                                          |                             |
| 12 | 1º novembre 2017                           | ISBN 978-4-04-105518-2                                                          |                             |
| 13 | 1º luglio 2018                             | ISBN 978-4-04-106027-8                                                          |                             |
| 14 | 1º settembre 2019                          | ISBN 978-4-04-108529-5                                                          |                             |

### Manga
Un adattamento manga di Riku Ayakawa è stato serializzato sulla rivista Monthly Comp Ace di Kadokawa Shoten dal 26 giugno 2015 al 25 gennaio 2018. Quattro volumi tankōbon sono stati pubblicati dal 25 giugno 2016 e al 26 marzo 2018. In America del Nord i diritti sono stati acquistati Yen Press.

#### Volumi
| 1 | 25 giugno 2016 | ISBN 978-4-04-104422-3 |
| 1 | Capitoli (traduzioni letterali dei titoli) - 1. Ataraxia (アタラクシア?, Atarakushia) - 2. Ataraxia II (アタラクシアII?, Atarakushia II) - 3. La prima missione (はじめての任務?, Hajimete no ninmu) - 4. La prima missione II (はじめての任務II?, Hajimete no ninmu II) - 5. La prima missione III (はじめての任務III?, Hajimete no ninmu III) |                        |
| 2 | 26 agosto 2016 | ISBN 978-4-04-104432-2 |
| 2 | Capitoli (traduzioni letterali dei titoli) - 6. Heart Hybrid I (ハート・ハイブリッドI?, Hāto Haiburiddo I) - 7. Heart Hybrid II (ハート・ハイブリッドII?, Hāto Haiburiddo II) - 8. Heart Hybrid III (ハート・ハイブリッドIII?, Hāto Haiburiddo III) - 9. Heart Hybrid IV (ハート・ハイブリッドIV?, Hāto Haiburiddo IV) - 10. Heart Hybrid V (ハート・ハイブリッドV?, Hāto Haiburiddo V) - Extra 1. Ricordi (記憶?, Kioku) - Extra 2. Kizuna e Silvia (傷無とシルヴィア?, Kizuna to Shiruvia) |                        |
| 3 | 25 marzo 2017 | ISBN 978-4-04-105224-2 |
| 3 | Capitoli (traduzioni letterali dei titoli) - 11. Il disordine morale riflette un disordine interiore I (風紀の乱れは、心の乱れですI?, Fūki no midare wa, kokoro no midaredesu I) - 12. Il disordine morale riflette un disordine interiore II (風紀の乱れは、心の乱れですII?, Fūki no midare wa, kokoro no midaredesu II) - 13. La bellezza del paese delle macerie I (瓦礫の国の美女I?, Gareki no kuni no bijo I) - 14. La bellezza del paese delle macerie II (瓦礫の国の美女II?, Gareki no kuni no bijo II) - 15. La bellezza del paese delle macerie III (瓦礫の国の美女III?, Gareki no kuni no bijo III) - 16. Intrappolato nella maledizione del passato (過去の呪縛に囚われて?, Kako no jubaku ni torawarete) |                        |
| 4 | 26 marzo 2018 | ISBN 978-4-04-106489-4 |
| 4 | Capitoli (traduzioni letterali dei titoli) - 17. Intrappolato nella maledizione del passato II (過去の呪縛に囚われてII?, Kako no jubaku ni torawarete II) - 18. Intrappolato nella maledizione del passato III (過去の呪縛に囚われてIII?, Kako no jubaku ni torawarete III) - 19. Paura senza pari I (絶世破断I?, Zessei hadan I) - 20. Paura senza pari II (絶世破断II?, Zessei hadan II) - 21. Paura senza pari III (絶世破断III?, Zessei hadan III) - 22. Verità I (真実I?, Shinjitsu I) - 23. Verità II (真実II?, Shinjitsu II) - 24. Connective Hybrid (連結改装?, Renketsu kaisō) - 25. Eros I (エロスI?, Erosu I) - Finale. Eros II (エロスII?, Erosu II)                                                     |                        |

### Anime
Annunciato nel settembre 2015 sul sito ufficiale di Kadokawa Sneaker Bunko, un adattamento anime, prodotto da Production IMS e diretto da Hiroyuki Furukawa, è andato in onda dal 5 luglio al 20 settembre 2016 su AT-X, Tokyo MX, TVS, CTC, tvk, KBS, SUN e BS11. Il cast principale e lo staff sono stati annunciati ufficialmente nell'aprile 2016. La serie è diretta da Hiroyuki Furukawa, scritta da Yasunori Yamada e presenta il character design di Kana Miyai. Masakatsu Ohmuro della Dax Production è stato il direttore del suono. La colonna sonora è stata prodotta dall'etichetta Flying Dog di Victor Entertainment. Le sigle di apertura e chiusura sono rispettivamente miele paradiso e Chi (ちッ?) di Iori Nomizu. In tutto il mondo, ad eccezione dell'Asia, gli episodi sono stati trasmessi in streaming in simulcast anche coi sottotitoli in lingua italiana, da Crunchyroll. Una serie OAV, intitolata Love Room, è stata inserita nel primo e nel secondo volume della versione home video, contenente un episodio ciascuno. Il primo e il secondo volume sono stati pubblicati rispettivamente il 30 settembre e il 28 ottobre 2016.

#### Episodi
| Nº    | Titolo italiano Giapponese 「Kanji」 - Rōmaji                                                                          | In onda           | In onda |
| Nº    | Titolo italiano Giapponese 「Kanji」 - Rōmaji                                                                          | Giapponese        |         |
| 1     | Accademia di difesa strategica Ataraxia 「戦略防衛学園-ATARAXIA-」 - Senryaku bōei gakuen -Ataraxia-                   | 5 luglio 2016     |         |
| 2     | Ripristino della connessione -Heart Hybrid- 「接続改装-HEART HYBRID-」 - Setsuzoku kaisō -Heart Hybrid-                | 12 luglio 2016    |         |
| 3     | Giorni leggeri -Ricordi- 「穏やかなる日々-MEMORIES-」 - Odayakanaru hibi -Memories-                                    | 19 luglio 2016    |         |
| 4     | Il culmine dell'Hybrid 「絶頂改装-CLIMAX HYBRID-」 - Kuraimakkusu Haiburiddo -Climax Hybrid-                           | 26 luglio 2016    |         |
| 5     | La bellezza di un paese in rovina -Batlantis- 「瓦礫の国の美女-BATLANTIS-」 - Gareki no kuni no bijo -Batlantis-       | 2 agosto 2016     |         |
| 6     | Frattura dimensionale -Gladius- 「絶世破断-GLADIUS-」 - Zessei hadan -Gladius-                                         | 9 agosto 2016     |         |
| 7     | Eroina dell'impero -Grabel- 「帝国の英雄-GRABEL-」 - Teikoku no eiyū -Grabel-                                          | 16 agosto 2016    |         |
| 8     | Nuova connessione -Hybrid in congiunzione- 「連結改装-CONNECTIVE HYBRID-」 - Konekutibu Haiburiddo -Connective Hybrid- | 23 agosto 2016    |         |
| 9     | Festa scolastica -La prima volta dal vivo- 「学園祭-FIRST LIVE-」 - Gakuen-sai -First Live-                            | 30 agosto 2016    |         |
| 10    | L'alba della battaglia decisiva -Install- 「決戦前夜-INSTALL-」 - Kessen zen'ya -Install-                              | 6 settembre 2016  |         |
| 11    | Operazione di riconquista di Tokyo -Apocalypse- 「東京奪還作戦-APOCALYPSE-」 - Tōkyō dakkan sakusen -Apocalypse-       | 13 settembre 2016 |         |
| 12    | Aine -Aines- 「アイネ-AINES-」 - Aine -Aines-                                                                          | 20 settembre 2016 |         |
| OAV 1 | 「女忍者 愛音」 - On'na ninja Aine – "Aine la donna ninja"                                                             | 30 settembre 2016 |         |
| OAV 2 | 「アタラクシアショップチャンネル」 - Atarakushia Shoppu Chan'neru – "Ataraxia Shop Channel"                            | 28 ottobre 2016   |         |
| OAV 3 | 「猫コスプレ日記」 - Neko Kosupure nikki – "Diario del cosplay del gatto"                                              | 25 novembre 2016  |         |
| OAV 4 | 「バニーガール れいり」 - Banī Gāru Reiri – "Reiri la coniglietta"                                                     | 21 dicembre 2016  |         |
| OAV 5 | 「シルビア・シルクカットのインストール」 - Silvia Silkcut no Insutōru – "L'Install di Silvia Silkcut"                  | 27 gennaio 2017   |         |
| OAV 6 | 「魔装学園スパ盗撮」 - Masō gakuen supa tōsatsu – "La telecamera nascosta nella spa dell'accademia magica"             | 24 febbraio 2017  |         |